# Leptogorgia sylvanae
Leptogorgia sylvanae är en korallart som beskrevs av Stiasny 1940. Leptogorgia sylvanae ingår i släktet Leptogorgia och familjen Gorgoniidae. Inga underarter finns listade i Catalogue of Life.